# Thế kỷ 14
Thế kỷ 14 là khoảng thời gian tính từ thời điểm năm 1301 đến hết năm 1400, nghĩa là bằng 100 năm, trong lịch Gregory.

## Phát minh và khám phá
- Năm 1368: Chu Nguyên Chương lãnh đạo nghĩa binh lật đổ Nhà Nguyên, lên ngôi hoàng đế, đặt tên nước là Đại Minh, giải thoát cho cả dân tộc Trung Hoa khỏi ách đô hộ của người Mông Cổ  suốt gần 100 năm.
- Súng hỏa mai ra đời
- Đại dịch mang tên Cái chết đen hoành hành khắp châu Âu, lấy đi mạng sống của gần 100 triệu người